# Акреција
Акреција је процес додавања новог материјала тектонској плочи или некој другој стенској маси. Овај материјал може бити седиментног порекла, затим то могу бити вулкански лукови, подводне планине или друге врсте материјала магматског порекла.

## Опис
Постоје две врсте геолошке акреције. Прва врста акреције дешава се на тектонским плочама, и обухвата процес додавања материјала једној тектонској плочи. Када се две тектонске плоче сударају, једна од плоча може се подвући по другу, у процесу који се назива субдукција. Плоча која се субдукује (доња плоча) плута на астеносфери и креће се у супротном смеру у односу на тектонску плочу са којом се судара. Седименти који се налазе на субдукујућој плочи, често могу бити откинути, након чега они формирају масу материјала која се назива акрециона призма, која се у процесу субдукције спаја са тектонском плочом испод које се врши субдукција. И вулкански лукови или подводни гребени се такође могу сударити са континентом, али пошто су они изграђени од релативно лаког материјала (тј. материјала мале густине), не могу бити субдуковани, већ се навлаче на континент, и на тај начин спајају са њим.
Друга врста акреције је седиментација у зони обале, чиме се она повећава. Најзначајнија акреција је депозиција алувијума, који може садржати и неке значајне метале, и то на обалама река или у речним делтама. 